# 珊娜·史都華
珊娜·史都華（英語：Shannon Niquette Stewart，1984年6月6日—），《全美超模新秀大賽》第一季的亞軍，最後落敗給雅芝·加里，失敗原因是太過商業化。她亦是一名虔誠的基督徒。

## 超模大賽
珊娜在2003年參與了第一季《全美超模新秀大賽》，和另一基督徒參賽者洛碧（Robin）較友好，兩人更在第七集因為是基督徒的理由拒拍全裸照，最後洛碧出局。和伊麗絲、雅芝二人進入決賽，伊麗絲首先出局，兩人進入時裝展比試，最終珊娜因為進步及轉變不及雅芝多，而且多次被評太過商業化，所以只能成為該季亞軍。
珊娜日後多次參與該節目的許多活動，並也再次於2011年第十七季《全明星全美超級模特兒新秀大賽》參賽，雖然以穩固的表現進入了出國名單，但因再次拒絕拍攝清涼照片而得到第六名。

## 模特兒事業
比賽後她和芝加哥分部的Ford Models和Major Model Management簽約。
擔任工作包括：Nuj Novakhett、ELLEgirl Magazine、Teen Vogue、Sydney Magazine、Six Degrees Magazine。Arizona Foothills Magazine和Sound & Vision Magazine的封面。參與的時裝展有：Richard Tyler、Alice and Olivia Fall 2006、Sprite Street Couture、2006ELLEgirl presents Dare To Be You: Wal-Mart Meets America's Next Top Models 2005、Fashion Institute of Technology 2006。

## 選美
她在比賽過後，參加2004年美國俄亥俄州小姐選舉，同樣地得到亞軍，在2006年再次參加，但她未能入選。

## 附錄
- 她為基督徒，而且多次自稱自己是處女。2007年與另一基督徒男模特兒 Matthew Ratliff結婚並定居在印地安納州。
- 她在超模比賽期間暗戀一名男模Brad Pinkert，而且在第六集和他一同拍照片。

## 外部連結
- Shannon's ANTM portfolio （页面存档备份，存于）
- Shannon's MySpace （页面存档备份，存于）
- Shannon's Xanga （页面存档备份，存于）

| 前任： 沒有 | 全美超級模特兒新秀大賽亚軍 第一季 | 繼任： 梅絲黛·蘇巴索迪 |